# Goethemia elegantula
Goethemia elegantula ist eine Muschel-Art aus der Familie der Herzmuscheln (Cardiidae) in der Ordnung Cardiida.

## Merkmale
Die gleichklappigen Gehäuse werden 8 bis 15 mm lang (bis 14 mm). Sie sind leicht ungleichseitig, die Wirbel sitzen nur wenig vor der Mittellinie (zum Vorderrand hin). Das Verhältnis Länge zu Höhe ist leicht über 1. Der Umriss ist eiförmig. Der vordere Dorsalrand ist nahezu gerade, der hintere Dorsalrand ist sehr leicht gewölbt. Beide Dorsalränder gehen gerundet in den Vorder- bzw. Hinterrand über. Der Übergang Hinterrand zum Ventralrand ist etwas mehr ausgewölbt, als der Übergang Vorderrand/Ventralrand und bedingt somit dem ovalen Umriss. Die Lunula ist klein, oval und eingesenkt.
Das eingesenkte Ligament sitzt auf einer kurzen Nymphe. Das Schloss ist nur schwach ausgeprägt. In der rechten Klappe sitzen zwei vordere Seitenzähne, zwei sehr kleine Hauptzähne und ein hinterer Seitenzahn. Die linke Klappe besitzt einen vorderen Seitenzahn, zwei kleine Hauptzähne und einen hinteren Seitenzahn. Die Hauptzähne sind oft abgerieben und fehlen scheinbar. Die Mantellinie ist nur undeutlich.
Die Schale ist dick und fest. Die Ornamentierung besteht aus 20 bis 24 radialen Rippen (22 bis 28 Rippen), die im Querschnitt hoch gewölbt sind. Die Zwischenräume sind in etwa so breit wie die Rippen. Die Rippen tragen dicht beieinander stehende, gewölbte Schuppen, die zum Rand hin dichter stehen und relativ feiner werden. Der innere Rand der Klappen ist wellig, die Wellen entsprechen den Rippen und Zwischenräumen auf der Außenseite. Die Täler setzen sich bis zur Klappenmitte hin fort, erstrecken sich aber nicht bis zum Wirbel. Das dünne, hellbraune Periostrakum ist persistierend. Die Schalen sind weißlich bis cremefarben.

## Geographische Verbreitung und Lebensraum
Die boreale Art ist im nördlichen Nordatlantik (Grönland, Island) verbreitet. Im östlichen Nordatlantik ist das südlichste Vorkommen in Nordnorwegen (Tromsø, ca. 69° n. Br.). Subfossile Klappen wurden auch auf den Färöer (ca. 62° n. Br.) gefunden.
Die Tiere leben in Wassertiefen von 15 bis 470 Meter.

## Taxonomie
Das Taxon wurde 1842 von Hans Peter Christian Møller als Cardium elegantula in die wissenschaftliche Literatur eingeführt. Er schreibt die Art einem Autor Beck zu, sicher ist hier der dänische Malakologe Henrik Henriksen Beck gemeint. Da weder eine ältere Beschreibung dieses Taxons bei Beck gefunden wurde, noch eine Mitwirkung dieses Autors bei der Erstbeschreibung ersichtlich ist, muss nach den Internationalen Regeln für die zoologische Nomenklatur als Autor der Art Hans Peter Christian Møller angenommen werden. Cardium elegantulum ist die Typusart und einzige Art der Gattung Goethemia Lambiotte, 1979.

## Online
- Marine Bivalve Shells of the British Isles: Goethemia elegantula (Møller, 1842) (Website des National Museum Wales, Department of Natural Sciences, Cardiff)